# Giorgio Ladu
Giorgio Ladu (Tortolì, 18 dicembre 1942 – Tortolì, 11 luglio 2020) è stato un politico italiano, segretario del Partito Sardo d'Azione fra 1991 e 1992.

## Biografia
Si diplomò all'Istituto nautico di Cagliari divenendo quindi capitano di lungo corso su petroliere e rimorchiatori.
Militante del Partito Sardo d'Azione (Psd'az), nel 1975 fu eletto consigliere comunale e poi sindaco del suo paese, nonché consigliere, assessore e vicepresidente della Comunità montana dell'Ogliastra.
Nel 1980 fu eletto consigliere provinciale di Nuoro e venne poi nominato assessore all'ambiente e alla sanità nella giunta provinciale nuorese.
Nel 1983 subentrò a Mario Melis nel seggio di consigliere regionale della Sardegna, venendo riconfermato nel 1984 e nel 1989.
Fu assessore regionale al lavoro, formazione professionale, cooperazione e sicurezza sociale nella giunta Melis I (agosto 1984-agosto 1985), e poi assessore all'igiene e sanità nella giunta Melis III (luglio 1987 - giugno 1989).
Fu segretario nazionale del Psd'az dal giugno 1991 all'aprile 1992.
Dall'agosto del 1992 al gennaio del 1994 fu di nuovo alla guida dell'amministrazione comunale di Tortolì.
Lasciato il Psd'az nel 1994, aderì a Forza Italia e poi alla Lega Nord, con cui si candidò alle elezioni amministrative del maggio 2010 alla presidenza della Provincia Ogliastra.
Ricoprì la carica di presidente dell'Automobil Club di Cagliari e di presidente e amministratore delegato della Gearto, società di gestione dell'aeroporto di Tortolì.